# Repetobasidium intermedium
Repetobasidium intermedium är en svampart som beskrevs av Oberw. 1989. Repetobasidium intermedium ingår i släktet Repetobasidium, klassen Agaricomycetes, divisionen basidiesvampar och riket svampar.   Inga underarter finns listade i Catalogue of Life.